# Перепечаева, Екатерина Сергеевна
Екатерина Сергеевна Перепеча́ева (род. 8 июля 1991 года в Борисове, Белорусская ССР, СССР) — белорусская профессиональная бильярдистка, мастер спорта Республики Беларусь международного класса, чемпионка мира в динамичной пирамиде в 2018 году.

## Биография и карьера
Екатерина начала играть в 13 лет, когда отец привел ее в одну из бильярдных Борисова; через несколько лет она стала учиться игре целенаправленно для перехода к профессиональной карьере. В 2009 году Перепечаева стала бронзовой призеркой чемпионата Европы среди девушек до 18 лет. В сентябре 2013 спортсменка впервые выиграла чемпионат Беларуси и менее чем через месяц после этого вышла в финал чемпионата мира (на обоих турнирах — в дисциплине «свободная пирамида»), но в решающей партии финала проиграла Ольге Миловановой (5:6).
В 2015 году Екатерина стала чемпионкой Европы в свободной пирамиде (в финале победив Татьяну Максимову со счетом 5:1), а также вместе с Александрой Гизельс в составе сборной Беларуси выиграла командный чемпионат мира, обыграв в финале команду Украины 4:2. Кроме того, Перепечаева заняла второе место на Кубке Кремля (в свободной пирамиде), уступив в решающем матче Диане Мироновой.
После серии стабильных результатов на крупнейших турнирах по русскому бильярду в 2015—2017 годах (4 полуфинала чемпионатов мира в различных дисциплинах, полуфинал Кубка мира, финал Кубка Мэра Москвы и др.) в 2018 году Екатерина достигла наилучшего результата в своей карьере, впервые выиграв чемпионат мира (в финале Екатерина обыграла Миронову со счетом 5:2). Спустя год Перепечаева впервые выиграла и Кубок Кремля, на этот раз в финале победив Элину Нагулу.
В настоящее время Екатерина является самым успешным белорусским игроком в русский бильярд среди женщин и одновременно активно занимается тренерской деятельностью: в частности, она окончила Белорусский государственный университет физической культуры для получения квалификации тренера по бильярду и работает детским тренером в Борисовском физкультурно-оздоровительном центре.

## Основные достижения в карьере
- Чемпионка мира (динамичная пирамида) — 2018
- Победительница командного чемпионата мира (в паре с Александрой Гизельс, свободная пирамида) — 2015
- Чемпионка Европы (свободная пирамида) — 2015
- Чемпионка Беларуси (свободная пирамида) — 2013-2019
- Чемпионка Беларуси (комбинированная пирамида) — 2016-2017, 2019
- Чемпионка Беларуси (динамичная пирамида) — 2018
- Полуфинал Prince Open (финальная часть Кубка мира, свободная пирамида) — 2015
- Чемпионка Кубка Кремля (свободная пирамида) — 2019